# Roșneate, Rojneativ
Roșneate (în ucraineană Рошняте) este un sat în comuna Vilhivka din raionul Rojneativ, regiunea Ivano-Frankivsk, Ucraina.

## Demografie
Componența lingvistică a localității Roșneate
     Ucraineană (99,64%)
     Alte limbi (0,36%)
Conform recensământului din 2001, majoritatea populației localității Roșneate era vorbitoare de ucraineană (99,64%), existând în minoritate și vorbitori de alte limbi.